# رسول الكركوكلي
رسول الكركوكلي (ت. 1243 هـ / 1827 م) هو مؤرخ تركي.
هو حاوي رسول بن منلا يعقوب الماهوني أصلاً، الكركوكلي وطناً. هاجر من كركوك إلى بغداد سنة 1220 هـ. وعين كاتباً في المصرفخانة (دار الصرف)، توفى 1242 ه‍. أمره والي بغداد داود باشا بتصنيف كتاب في التاريخ، فألف كتاب «دوحة الوزراء» بلغة مزيج من اللغات الثلاث العربية والفارسية والتركية، ترجمه إلى العربية موسى كاظم نورس وسماه «دوحة الوزراء في تاريخ وقائع بغداد الزوراء».